# Bandera de Carreño
La bandera de Carreño (Asturias), es rectangular. Es bastante parecida a la bandera municipal de Gijón. Es de un largo igual a tres medios su ancho, blanca, con un ribete rojo de un ancho equivalente a un quinto del de la bandera. Lleva el escudo de armas del Ayuntamiento en el centro.
Tiene su origen en la contraseña asignada a la provincia marítima de Gijón por Real Orden de 30 de julio de 1845, que indicaba las "contraseñas que deben largar en el tope mayor los buques mercantes de las diferentes provincias marítimas españolas, al mismo tiempo que arbolan en el pico el pabellón nacional, para distinguirse unos de otros en la mar y a la vista de los puertos".
- Datos: Q11048132